# Drużynowe Mistrzostwa Polski na Żużlu 2021
Drużynowe Mistrzostwa Polski na Żużlu 2021 – 74. edycja Drużynowych Mistrzostw Polski, organizowanych przez Polski Związek Motorowy.

## eWinner 1. Liga Żużlowa

### Tabela
| Msc | Drużyna                                      | M. | Z. | R. | P. | Pkt | Bon | Razem | +/–  |
| --- | -------------------------------------------- | -- | -- | -- | -- | --- | --- | ----- | ---- |
| 1   | Cellfast Wilki Krosno                        | 14 | 10 | 0  | 4  | 20  | 4   | 24    | +52  |
| 2   | Arged Malesa TŻ Ostrovia Ostrów Wielkopolski | 14 | 8  | 2  | 4  | 18  | 6   | 24    | +104 |
| 3   | ROW Rybnik                                   | 14 | 8  | 1  | 5  | 17  | 6   | 23    | +81  |
| 4   | Zdunek Wybrzeże Gdańsk                       | 14 | 7  | 2  | 5  | 16  | 4   | 20    | +1   |
| 5   | Abramczyk Polonia Bydgoszcz                  | 14 | 7  | 0  | 7  | 14  | 3   | 17    | +61  |
| 6   | Orzeł Łódź                                   | 14 | 6  | 1  | 7  | 13  | 2   | 15    | -24  |
| 7   | Aforti Start Gniezno                         | 14 | 6  | 0  | 8  | 12  | 2   | 14    | -46  |
| 8   | Unia Tarnów                                  | 14 | 1  | 0  | 13 | 2   | 1   | 3     | -229 |

M. – liczba meczów, Z. – liczba zwycięstw, R. – liczba remisów, P. – liczba porażek,
Pkt. – liczba punktów, Bon. – liczba bonusów, Razem – suma Pkt. i Bon.,
+/– – różnica między zdobytymi i straconymi punktami biegowymi.

### Play-off
| Drużyna 1                                        | Wynik dwumeczu | Drużyna 2                                    | Pierwszy mecz | Drugi mecz |
| ------------------------------------------------ | -------------- | -------------------------------------------- | ------------- | ---------- |
| ROW Rybnik                                       | 74:105         | Arged Malesa TŻ Ostrovia Ostrów Wielkopolski | 44:45         | 30:60      |
| Cellfast Wilki Krosno                            | 100:80         | Zdunek Wybrzeże Gdańsk                       | 45:45         | 55:35      |
| Finał                                            |                |                                              |               |            |
| Arged Malesa TŻ Ostrovia Ostrów Wielkopolski (M) | 100:79         | Cellfast Wilki Krosno                        | 60:30         | 40:49      |

Oznaczenia: (M) – tytuł mistrzowski

## 2. Liga Żużlowa

### Tabela
| Msc | Drużyna                            | M. | Z. | R. | P. | Pkt | Bon | Razem | +/–  |
| --- | ---------------------------------- | -- | -- | -- | -- | --- | --- | ----- | ---- |
| 1   | OK Bedmet Kolejarz Opole           | 12 | 11 | 0  | 1  | 22  | 5   | 27    | +187 |
| 2   | Metalika Recycling Kolejarz Rawicz | 12 | 9  | 0  | 3  | 18  | 5   | 23    | +49  |
| 3   | Trans MF Landshut Devils           | 12 | 7  | 0  | 5  | 14  | 5   | 19    | +119 |
| 4   | Optibet Lokomotīve Dyneburg        | 12 | 5  | 0  | 7  | 10  | 3   | 13    | +29  |
| 5   | 7R Stolaro Stal Rzeszów            | 12 | 6  | 0  | 6  | 12  | 1   | 13    | -19  |
| 6   | SpecHouse PSŻ Poznań               | 12 | 4  | 0  | 8  | 8   | 2   | 10    | -77  |
| 7   | Wölfe Wittstock                    | 12 | 0  | 0  | 12 | 0   | 0   | 0     | -288 |

M. – liczba meczów, Z. – liczba zwycięstw, R. – liczba remisów, P. – liczba porażek,
Pkt. – liczba punktów, Bon. – liczba bonusów, Razem – suma Pkt. i Bon.,
+/– – różnica między zdobytymi i straconymi punktami biegowymi.

### Play-off
| Drużyna 1                    | Wynik dwumeczu | Drużyna 2                          | Pierwszy mecz | Drugi mecz |
| ---------------------------- | -------------- | ---------------------------------- | ------------- | ---------- |
| Trans MF Landshut Devils     | 110:70         | Metalika Recycling Kolejarz Rawicz | 60:30         | 50:40      |
| OK Bedmet Kolejarz Opole     | 115:65         | Optibet Lokomotīve Dyneburg        | 47:43         | 68:22      |
| Finał                        |                |                                    |               |            |
| Trans MF Landshut Devils (M) | 92:87          | OK Bedmet Kolejarz Opole           | 52:38         | 40:49      |

Oznaczenia: (M) – tytuł mistrzowski